# Ferenc Keserű
Ferenc Keserű (nascido em 12 de dezembro de 1946) é um ex-ciclista húngaro que competiu no ciclismo nos Jogos Olímpicos de Verão de 1968, representando a Hungria.